# 신원종합개발
신원종합개발 주식회사(Shinwon Construction Co. Ltd. )는 대한민국의 건설 기업이다. 본사는 경기도 화성시 봉담읍 동화리 139-1에 위치해 있다. 회장은 우진호로 우명규 제28대 서울시장의 아들이다.

## 사업
자체 주택 브랜드인 ‘아침도시’, ‘어퍼하우스’를 가지고 있다

## 논란
- 회장이 자택에서 와인병으로 배우자의 머리를 내리쳐  갈비뼈 4대가 부러지고, 치아 일부가 부러지는 등 전치 6주의 상해를 입힌 혐의으로 받았다[5]
- 회사 소유의 청담동 고급하우스에 임대차계약을 맺지 않고 거주하여 배임 여부가 논란이 되고 있다[6]
- 사외이사가 윤석열 대통령과 같은 서울대 법대 출신으로 서울중앙지방검찰청 재직당시 윤 대통령과 함께 근무했다는 사실이 알려지며 윤석열 테마주로 분류되었다.
- 대림로얄테크원이 수원회생법원에 '채무자 신원종합개발에 대해 파산을 선고한다'라는 결정을 구한다는 내용의 파산 신청을 제기하여 회사는 근거 없는 하도급업체의 파산 신청이라고 강력 대응할 것이라고 주장한 바 있다.[7]

## 판례
소멸되어 양도되었던 채권이 다시 채권양도인에게 이전되는 경우 지명채권양도의 대항요건에 관한 민법의 규정이 적용되지 않는다는 대법원 판례에 등장한 바있다

## 같이 보기
- 신원CK모터스

## 참고 문헌
1. ↑  권태성, 신원종합개발, 1조5000억 강남권 마지막 금싸라기 땅 건축허가 ↑, 이데일리, 2023-07-10
2. ↑  김현정, "윤석열 테마주 분류된 신원종합개발 97% 올랐다"…대선 테마주의 투자 주의보, 매일경제, 2021-11-23
3. ↑  와인병으로 아내 머리 내리친 회장님, 신원종합개발 우진호 회장…부친은 우명규 전 서울특별시장, 더리퍼블릭, 2024-07-03
4. ↑  원인혜, 한국IR협의회 기술분석보고서-신원종합개발, 2020. 10. 8.
5. ↑  아내 때린 우진호 신원종합개발 회장, 그는 누구인가 … 엘리트 출신 '尹테마주', 뉴데일리, 2024-07-03
6. ↑  우진호 신원종합개발 회장, 회사소유 고급하우스서 무료로 거주?, 1코노미뉴스, 2024-07-03
7. ↑  김세형, 신원종합개발 "근거 없는 하도급업체의 파산 신청..강력 대응", 스마트투데이, 2024.01.07
8. ↑  대법원 2003. 9. 5., 선고, 2002다40456, 판결